# Johan Sandberg McGuinne
Johan Erik Martin Sandberg McGuinne, född 10 april 1987 i Ålidhems församling i Umeå, är en svensk samisk författare, översättare, jojkare och lärare. Sandberg McGuinne skriver på flera språk, däribland engelska, sydsamiska och skotsk gaeliska. Han är aktiv inom den samiska författarrörelsen och har medverkat i tidskriften Provins. Sandberg McGuinne har bland annat översatt en modern återberättelse av diktverket Beowulf till sydsamiska.
Johan Sandberg McGuinne är ledamot i Sveriges Författarförbunds biblioteksråd och ordförande för Bágo – Samisk författar- och översättarförening